# Tembeng Putik
Tembeng Putik is een bestuurslaag in het regentschap Oost-Lombok van de provincie West-Nusa Tenggara, Indonesië. Tembeng Putik telt 9298 inwoners (volkstelling 2010).